# لیندا لودگرو
لیندا لودگروو (به انگلیسی: Linda Ludgrove) (زادهٔ ۸ سپتامبر ۱۹۴۷) شناگر اهل انگلستان است.